# Chilfrome
Chilfrome is een civil parish in het bestuurlijke gebied West Dorset, in het Engelse graafschap Dorset. In 2001 telde het dorp 47 inwoners.